# Confederação Sul-Americana de Atletismo
A Confederação Sul-Americana de Atletismo (em castelhano:  Confederación Sudamericana de Atletismo), mais conhecida pelo acrônimo CONSUDATLE, é a entidade que organiza o atletismo na América do Sul. Está sediada na cidade de Manaus, no Brasil.

## Federações afiliadas
| País      | Federação                            |
| --------- | ------------------------------------ |
| Argentina | Confederación Argentina de Atletismo |
| Bolívia   | Federación Atlética de Bolivia       |
| Brasil    | Confederação Brasileira de Atletismo |
| Chile     | Federación Atlética de Chile         |
| Colômbia  | Federação Colombiana de Atletismo    |
| Equador   | Federación Ecuatoriana de Atletismo  |
| Guiana    | Athletics Association of Guyana      |
| Panamá    | Federación Panameña de Atletismo     |
| Paraguai  | Federación Paraguaya de Atletismo    |
| Peru      | Federación Peruana de Atletismo      |
| Suriname  | Surinaamse Athletiek Bond            |
| Uruguai   | Confederación Atlética del Uruguay   |
| Venezuela | Federación Venezolana de Atletismo   |

## Competições
- Campeonato Sul-Americano de Atletismo
- Campeonato Sul-Americano de Atletismo em Pista Coberta
- Campeonato Sul-Americano de Atletismo Sub-23
- Campeonato Sul-Americano de Atletismo Sub-20
- Campeonato Sul-Americano de Atletismo Sub-18
- Campeonato Sul-Americano de Corta-Mato
- Campeonato Sul-Americano de Marcha Atlética
- Campeonato Sul-Americano de Maratona
- Campeonato Sul-Americano de Meia Maratona
- Campeonato Sul-Americano de Milha de Rua
- Campeonato Sul-Americano de Corrida de Montanha